# Stevia decumbens
Stevia decumbens là một loài thực vật có hoa trong họ Cúc. Loài này được (B.L.Rob. & Greenm.) Greene miêu tả khoa học đầu tiên năm 1896.